# Кондоминијум
У међународном праву, кондоминијум (лат. con-dominium — досл. „сувласништво”), политичка је територија — држава или ограничена област — у којој се више различитих суверених ентитета формално слаже да дели једнаке доминијуме (у смислу суверенитета) и остварује своја права заједнички — без дељења у ’националне’ зоне.
Иако се кондоминијум одвека препознаје као теоретска могућност, само формално постојање је редак феномен у пракси. Главни проблем и разлог што постоји мало кондоминијума је тешкоћа осигуравања кооперације између суверених власти; када понестане разумевања, статус на једној страни углавном постане неодржив.
Реч се у енглеском језику бележи око 1714. године, као посуђеница из модерног латинског скована вероватно у Немачкој око 1700. године од латинских речи — префикса com- (заједно) и основе dominium (право власништва); такође погледајте домен. Кондоминијум три различите суверене стране понекад је познат као тројни кондоминијум или тридоминијум.

## Садашњи кондоминијуми
- Антарктик је дефакто кондоминијум, а њиме се управља консултативно на основу Антарктичког споразума.
- Река Мозел и њене притоке, Зауер и Ур, сачињавају кондоминијум подељен између Луксембурга и Немачке; обухваћени су мостови, око 15 речних острва различитих величина,[1] те врх једног острва — Штауштуфе Апах,[2] недалеко од Шенгена (остатак острва је у Француској). Кондоминијум је успостављен споразумом, 1816. године.
- Фазаново острво (ткђ. познато као Острво Конференција; Конпанција на баскијском, Ил де ла Конферанс на француском, Исла де лос Фаисанес на шпанском) кондоминијум је у реци Бидасоа између Француске и Шпаније. Основан је доношењем Пиринејског мира, 1659. године.
- Ел Салвадор, Хондурас и Никарагва управљају тридоминијумом који чине делови залива Фонсека те територијалним морем на ушћу у овај залив.[3][4][5]
- Аустрија и Немачка се сматрају, заједно са Швајцарском (на различитим основама), власницима тројног кондоминијума — главног дела језера Констанц, познатијег као Боденско језеро (Бодензе на немачком), без његових острва. С друге стране, Швајцарска тврди да граница пролази средином језера.[6][7] Стога, не постоји међународни уговор којим је одређено где леже границе Швајцарске, Немачке и Аустрије у и око језера Констанц.[7]
- Део реке Паране између Салто Гранде де Сете Кедаса и ушћа реке Игуасу чини кондоминијум којим управљају Бразил и Парагвај.
- Јамајка и Колумбија деле поморски кондоминијум (по имену „Област заједничког режима”) успостављен међусобним споразумом као алтернативом за уклањање ограничења њихових морских граница. Спољни део ЕЕЗ сваке земље би се у противном преклапао у овом подручју. За разлику од осталих „зона заједничког развоја”, овај кондоминијум по свему судећи није настао чисто из намере да би се делили нафтни, рибни и други ресурси.
- У Босни и Херцеговини, Брчко Дистрикт представља кондоминијум између државних ентитета Федерације Босне и Херцеговине и Републике Српске.[8]

## Корегенство
У француском праву, Андора се некада сматрала француско-шпанским кондоминијумом, мада се чешће класификује као корегенство (шп. corregencia), пошто је у питању сама суверена држава а не територија у власништву другог или других страних ентитета. Међутим, положај шефа државе подељен је екс официо између двеју страних власти, од којих је једна председник Француске (тренутно Емануел Макрон) а друга епископ Ђоан Енрик Вивес и Сисилија у Шпанији.

## Бивши кондоминијуми
- Године 688, византијски цар Јустинијан II и арапски калифа Абд ел Малик ибн Марван склопили су јединствен споразум којим је основан први кондоминијум у историји, Кипар; порезе који су се убирали на острву између себе су делили једнако. Уговор је трајао неких 300 година, мада у исто време на копну је вођен готово константан рат између двеју страна.

- Англо-египатски Судан је био правни египатско-британски кондоминијум од 1899. до 1956. године, с тим да у стварности Египат није играо никакву улогу у власти осим што је дао неколико чланова администрације; све политичке одлуке доносио је УК и сви генерал-губернатори Англо-египатског Судана били су Британци. Иако су египатски и судански националисти презирали систем, који је касније дезавуисала Египатска влада, исти је постојао због ефективне контроле УК над самим Египтом (почев од 1882. до најмање 1936. године).
- Кондоминијум Босна и Херцеговина је постојао под заједничком управом Цислајтанијске Аустрије и Мађарске између 1908. и 1918. године, када су обе земље биле део Аустроугарске империје.
- Острвце у граничној реци Бремсебек (ни)је припадало (н)и Данској (н)и Шведској.
- Независна Држава Хрватска током Другог светског рата од 1941. до 1943. године била је кондоминијум Нацистичке Немачке и Фашистичке Италије све до пада италијанског фашистичког режима (1943).[10][11][12][13]
- Острва Кантон и Ендербери била су британско-амерички кондоминијум од 1939. до 1979. године, када су постала део Кирибатија.
- Коту Мишту је до 1864. године био подељен између Шпаније и Португалије, с тим да је у последњим деценијама свог постојања био дефакто независан.
- Грофство Фрисланд (Западна Фризија), од 1165. под империјалном администрацијом, било је од 1165. до 1493. године заједнички кондоминијум грофа Холандије и принца-епископа Утрехта, а потом поново до 25. октобра 1555. године под империјалном администрацијом.
- Египат 1876—1882. био је под контролом Француске и Уједињеног Краљевства.[14]
- Град Ерфурт од 12. века до Тридесетогодишњег рата био је политички подељен између архиепископа Мајнца и грофова Глајхена које је касније заменио градски савет (Конкордата Гебхарди, 1829), односно покрајински гроф Тирингије (1327) и династија Ветин (Вајмарски споразум, 1483).
- Мало подручје (село Хадф и окружење) на Арабијском полуострву, данас део Омана, некада је било под заједничком контролом чланице Емирата (држава Аџман). Споразум који је дефинисана зона Хадф потписао је 26. априла 1960. султан Саид бен Тајмур у Салалаху и 30. априла 1960. шеик Рашид бен Хумаид ел Нуаими у Аџману.[15] Овиме је омогућена подељена власт у зони владара Аџмана и шеика Маската. Владар Аџмана је могао да настави са прикупљањем зеката (исламски порез односно добровољно давање), али није смео да се меша у послове локалног становништва (Бани Кааб, огранак Бану Кааба) за које су у потпуности били задужени шеици Маската. Уговор је касније раскинут.[16]
- Слободни Град Краков био је протекторат Пруске, Аустрије и Русије од 1815. до 1846. године, када га је анектирала Аустрија.
- Мастрихт је био кондоминијум пет векова, до 1794. године. Био је подељен између Кнежевине-епископије Лијеж и Војводства Брабант (касније Холандске републике, 1632).
- Науру је био тројни кондоминијум, мандатна територија под управом администрација Аустралије, Новог Зеланда и Уједињеног Краљевства, од 1923. до 1942. а потом од 1947. као територија под старатељством до стицања независности 1968. године.
- Село Нениг било је кондоминијум Тријерске епископије, Војводства Лорен (Краљевство Француска од 1766) и Војводства Луксембург до анектирања од Револуционарне Француске године 1794.
- Неутрални Морене је био подељен од 1816. до 1919. између Холандије (касније Белгије) и Пруске.

- Нови Хебриди су чинили француско-британски кондоминијум 1906. године, све док као република нису стекли независност 1980. године (данас се зову Вануату).
- Северна Добруџа је била подељена између централних сила (Немачка—Аустрија—Бугарска) током Првог светског рата.[17]
- Орегонска земља је била англо-амерички кондоминијум од 1818. до 1846. године.
- Самоанска Острва су од 1889. до 1899. године била редак тројни кондоминијум и протекторат (Немачка, Британија и Сједињене Америчке Државе).
- Шлезвиг, Холштајн и Лауенбург су били аустријско-пруски кондоминијум. Две немачке стране су га добиле након Другог шлезвишког рата (1864). Према Гастајнској конвенцији одржаној наредне године, Лауенбург је остао кондоминијум (пруски), Аустрија је управљала Холштајном а Пруска Шлезвигом. Године 1866, након Аустријско-пруског рата, Аустрија је предала своја преостала права Пруској. Пруска је касније успоставила Провинцију Шлезвиг-Холштајн, а Шлезвиг-Холштајн је данас савезна држава Немачке.
- Грофство Шпонхајм у Светом римском царству било је од 15. века под управом Маркгрофовије Баден, Грофстава Пфалца на Рајни и Грофстава Велденц, касније Пфалц-Зимерна, Пфалц-Цвајбрикена и Пфалц-Биркенфелда као наследника Велденца.
- Шпанска Холандија постала је англо-холандски кондоминијум 1706. године током Рата за шпанско наслеђе, што је остала до споразума из Утрехта и Раштата (1713/14) којима је окончан поменути рат.[18]
- Тоголанд, негдашњи немачки протекторат, био је англо-француски кондоминијум од момента кад су га Уједињено Краљевство и Француска окупирали (26. август 1914) до делимичног дељења на француске и британске зоне (27. децембар 1916). Подељени Тоголанд је чинио две засебне мандатне територије (20. јул 1922): Британски Тоголанд (који је 1956. припојен Златној Обали, данашња Гана) и Француски Тоголанд (који је данас део нације Того).
- Запорошка Сич, краткотрајни руско-пољски кондоминијум, основан је 1667. године по доношењу Андрусовског мира.
- Термин се понекад чак примењује и на сличне договоре између земаља монарха (личних или формалних) унија, као што је случај дистрикта Фијуме (Ријека) подељеног између Мађарске и Хрватске унутар Хабзбуршке империје (од 1868).
- Од 1913. до 1920. године, Шпицберген је био неутрални кондоминијум. Шпицбершки споразум (9. фебруар 1920) препознаје пуни и апсолутни суверенитет Норвешке на територији целог архипелага Свалбард. Провођење власти је, међутим, предмет одређених стипулација; не примењују се и не важе сви норвешки закони. Првобитно га је потписало само девет нација, а данас има 40 потписница. Грађани било које од земаља-потписница могу да се населе на архипелагу. Тренутно само Норвешка и Русија користе ово право.
- Године 1992, Јужна Африка и Намибија основале су Заједнички административни орган у енклави Валвис Беј, која је након тога препуштена на управљање Намибији (1994).[19]

## Предлагани кондоминијуми
- Године 2001, Британска влада је преговарала са Шпанијом о могућем давању предлога оснивања заједничке територије за грађане Гибралтара. Ову иницијативу су Гибралтарци одбили превентивно, на референдуму 2002.[20][21]
- Године 2012, Канадска и Данска влада су замало склопиле споразум о проглашењу острва Ханс кондоминијумом, након деценија спорова. Друга разматрана алтернатива је била подела острва попола. Преговори су настављени.
- Хипотетски кондоминијуми су предлагани за Јерусалим (Израел—Палестина), унутар оквира постизања независности Палестине.
- Током преговора између Уједињеног Краљевства и Народне Републике Кине 1983/84. године око трансфера суверенитета над Хонгконгом, један од британских предлога је био да се суверенитет Хонгконга и његових припадајућих територија да НР Кини док би УК задржао право на администрацију територијом.[22] Предлог је одбијен и преговори су завршени, а УК је 1997. године пристао да се одрекне свих права на Хонгконг у корист Кине.
- У једном предложеном случају поделе Белгије, Брисел би постао кондоминијум Фландрије и Валоније.
- Године 1984, Нови ирски форум је предложио заједничку британско-ирску управу у Северној Ирској, да би се покушали привести крају вишедеценијски Северноирски сукоби. Ову идеју је одбацила Британска влада. Споразум на Велики петак (1998) довео је до оснивања пренетог извршног органа у Северној Ирској са расподелом власти између првог министра и заменика првог министра; положаји су засебно номиновале највеће партије двају највећих ’заједница’ у скупштини. Предлог заједничког органа Британске и Ирске владе за Северну Ирску поново је постао актуелан 2017. године, након пропасти извршног огранка са расподелом власти.[23]
- За време трајања Рата у Хрватској одређене идеје о мирном решењу сукоба укључивале су и предлоге стварања подручја под подељеном управом. Године 1991. Смиља Аврамов хрватским је преговарачима презентовала свој предлог о заједничкој управи на подручјима под српском контролом.[24] У каснијим фазама рата, 1994. и 1995. године, британски дипломати су износили предлоге о размени територија који су укључивали и идеју о стварању кондоминијума између Хрватске и Савезне Републике Југославије на простору Источне Славоније, Барање и Западног Срема.[25] Хрватски министар спољних послова Мате Гранић је касније тврдио да је идеју одбио 1994. године.[26]